# Magnolia mexicana
Espèce
Statut de conservation UICN

 VU B1ab(iii,v) : Vulnérable
Magnolia mexicana est une espèce de plantes à fleurs de la famille des Magnoliacées. C'est un arbre endémique du Mexique.

## Description
C'est un arbre.

## Répartition et habitat
Cette espèce est endémique au Mexique où elle est présente dans les états de Oaxaca, Puebla et Veracruz.